# 바르바라 슐츠
바르바라 슐츠(프랑스어: Barbara Schulz, 1972년 5월 25일 ~ )는 프랑스의 배우이다. 2001 수잔 비앙케티상 수상자이다.

## 출연 작품
- 나디아 (2016)
- 더 롱기스트 위크 (2014)
- 팬 암 (2011)
- 내가 사랑한 당신 (2009)
- 에러 오브 뱅크 (2009)
- 체인징 사이드: 부부탐구생활 (2008)
- 집 (2007)
- 장-필리프 (2006)
- 텍스타일 (2004)
- 살인청부업자 (2004)
- 코르토 말테즈 - 비밀의 정원 (2002)
- 지름길 (2001)
- 살인자의 건강법 (1999)
- 딜레탕뜨 (1999)
- 프렌치 키스 (1995)